# Юнгит
Юнгит (англ. Jungite) — редкий минерал из группы фосфатов. Назван в честь немецкого минералога Герхарда Юнга.

## Свойства
Юнгит — минерал со стеклянным шелковистым блеском. Имеет твердость по шкале Мооса 1. Встречается в виде небольших (до 1 см) розеток из тонких, плитчатых, искривленных кристаллов ромбической сингонии. Юнгит открыт в 1977 году в Германии.

## Название на других языках
- нем. Jungit;
- исп. Jungita;
- англ. Jungite.